# Londres exterior
Londres exterior (en inglés: Outer London) es el nombre que recibe la zona cubierta por un grupo de municipios de la parte exterior del Gran Londres que rodean al Londres interior. Fue definida oficialmente por la Ley del Gobierno de Londres de 1963, aunque la Oficina Nacional de Estadística británica (ONS) la modificó posteriormente para otros propósitos. En 2009, su PIB per cápita era de 22 600 €, un 99,2% de la media de la Unión Europea.

## Definiciones

### Ley del Gobierno de Londres de 1963
La zona que cubre el Londres exterior fue definida por la Ley del Gobierno de Londres de 1963. Corresponde con la zona del Gran Londres que no estaba antes de su creación en el condado de Londres, a excepción del municipio metropolitano de North Woolwich, cuyo área pasó a formar parte de Newham. Los municipios que se encuentran en el Londres exterior son:
| - Barking y Dagenham - Barnet - Bexley - Brent - Bromley - Croydon - Ealing - Enfield - Haringey - Harrow | - Havering - Hillingdon - Hounslow - Kingston upon Thames - Merton - Newham - Redbridge - Richmond upon Thames - Sutton - Waltham Forest |

### Oficina Nacional de Estadística británica
La Oficina Nacional de Estadística británica define el Londres exterior de una forma diferente: Haringey y Newham no están dentro de su área, pero Greenwich sí. Esta definición es también usada por Eurostat en NUTS-2. Según el censo de 2001, el Londres interior tiene una superficie de 1252,77 km² y una población de 4 405 977 habitantes.